# Région métropolitaine de Porto Alegre

La Région Métropolitane de Porto Alegre, connue aussi comme le Grand Porto Alegre, réunit trente et une municipalités de l'État du Rio Grande do Sul en intense processus de conurbation. L'expression se réfère à l'extension de la capitale gaúcha, formant avec ses communes limitrophes une trame urbaine continue. C'est la 79e plus grande aire métropolitaine du monde.
Créée par la Loi complémentaire fédérale nº 014 du 8 juin 1973, sa délimitation fut ultérieurement modifiée par différents instruments légaux du gouvernement du  Rio Grande do Sul, et ne coïncide pas exactement avec les critères qui définissent une mésorégion ou une microrégion utilisés par l'IBGE.
Actuellement, elle s'étend sur 9 889,6 km2 pour, selon les évaluations de l'IBGE (04-2007), 3 760 644 habitants. C'est la  4e plus importante du Brésil, derrière celles de São Paulo, Rio de Janeiro et Belo Horizonte, respectivement. Elle a une densité de 380,3 hab./km2 et sa population représente 35,5 % de celle de l'État.

## Municipalités
Municipalités qui composent la Région métropolitaine, avec leur date d'intégration et la législation qui la détermina :e
- Alvorada, 8 juin 1973, Loi complémentaire fédérale nº 014
- Araricá, 30 juillet 1998, loi complémentaire d'État n° 11201
- Arroio dos Ratos, 1er janvier 1999, loi complémentaire d'État n° 11539
- Cachoeirinha, 8 juin 1973, Loi complémentaire fédérale nº 014
- Campo Bom, 8 juin 1973, Loi complémentaire fédérale nº 014
- Canoas, 8 juin 1973, Loi complémentaire fédérale nº 014
- Capela de Santana, 28 juin 2001, loi complémentaire d'État n° 11645
- Charqueadas, 27 juillet 1994, loi complémentaire d'État n° 10234
- Dois Irmãos, 3 octobre 1989, Constitution de l'État
- Eldorado do Sul, 3 octobre 1989, Constitution de l'État
- Estância Velha, 8 juin 1973, Loi complémentaire fédérale nº 014
- Esteio, 8 juin 1973, Loi complémentaire fédérale nº 014
- Glorinha, 3 octobre 1989, Constitution de l'État
- Gravataí, 8 juin 1973, Loi complémentaire fédérale nº 014
- Guaíba, 8 juin 1973, Loi complémentaire fédérale nº 014
- Ivoti, 3 octobre 1989, Constitution de l'État
- Montenegro, 14 janvier 1999, loi complémentaire d'État n° 11307
- Nova Hartz, 3 octobre 1989, Constitution de l'État
- Nova Santa Rita, 30 juillet 1998, loi complémentaire d'État n° 11201
- Novo Hamburgo, 8 juin 1973, Loi complémentaire fédérale nº 014
- Parobé, 3 octobre 1989, Constitution de l'État
- Portão, 3 octobre 1989, Constitution de l'État
- Porto Alegre, 8 juin 1973, Loi complémentaire fédérale nº 014
- Santo Antônio da Patrulha, 21 septembre 2000, loi complémentaire d'État n° 11530
- São Jerônimo, 21 juin 1999, loi complémentaire d'État n° 11340
- São Leopoldo, 8 juin 1973, Loi complémentaire fédérale nº 014
- Sapiranga, 8 juin 1973, Loi complémentaire fédérale nº 014
- Sapucaia do Sul, 8 juin 1973, Loi complémentaire fédérale nº 014
- Taquara, 21 mars 1999, loi complémentaire d'État n° 11318
- Triunfo, 3 octobre 1989, Constitution de l'État
- Viamão, 8 juin 1973, Loi complémentaire fédérale nº 014